# Johannes Zwinger

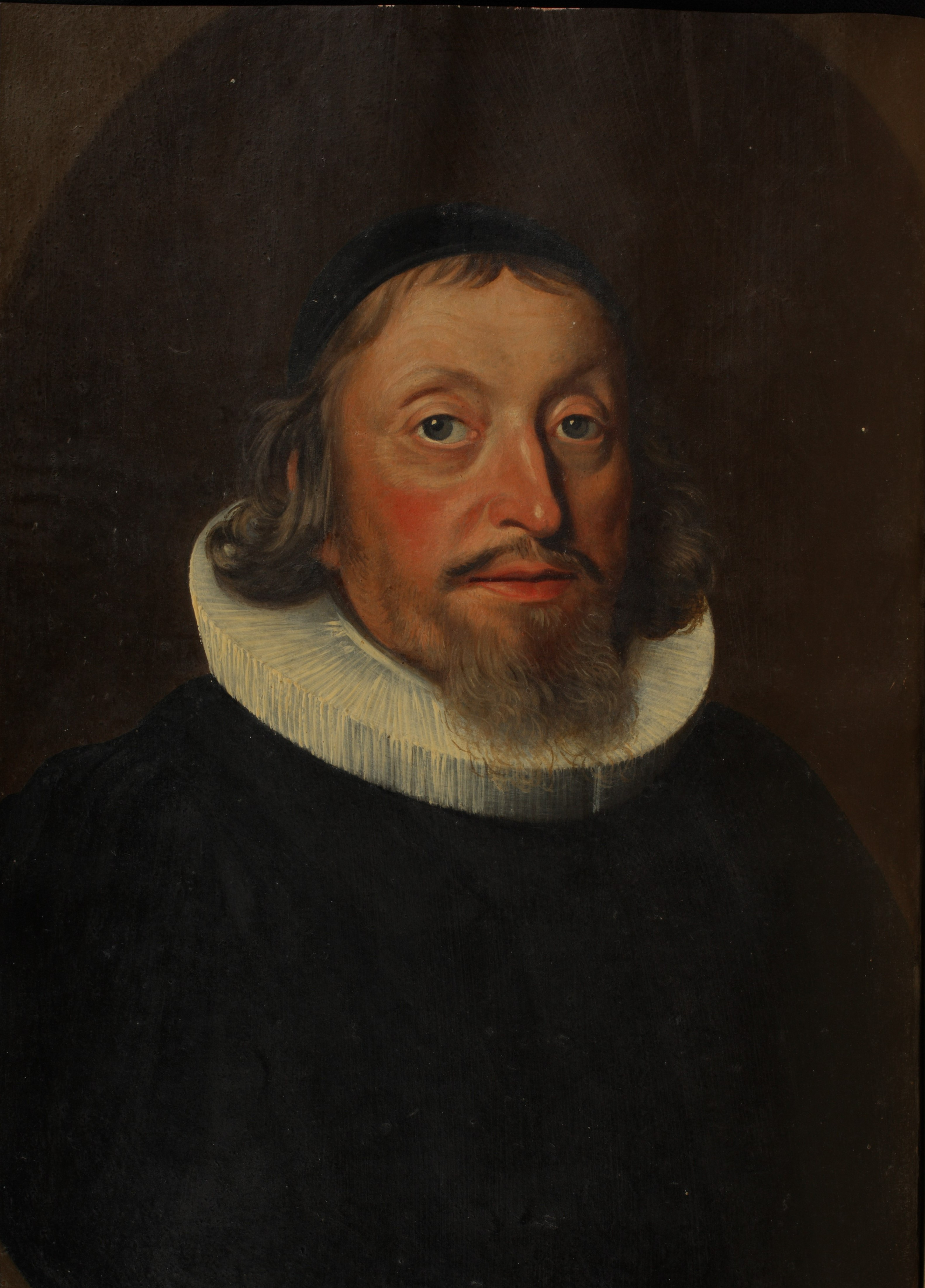
Johannes Zwinger, 1681. Miniatur in der Rektoratsmatrikel der Universität Basel (Ausschnitt).

Johannes Zwinger (* 26. August 1634 in Basel; † 26. Februar 1696 ebenda) war ein Schweizer reformierter Pfarrer und Theologie-Professor.
Zwinger war ein Sohn des Basler Antistes Theodor Zwinger II. aus seiner Ehe mit Magdalena Buxtorf. Er studierte ab 1650 Theologie in seiner Heimatstadt. 1654 wurde er Kandidat des Predigtamtes in der Basler Kirche, arbeitete aber zunächst als Prediger der deutschen Gemeinde in Genf und machte eine Bildungsreise durch Deutschland und die Niederlande. Nach seiner Rückkehr 1656 übernahm er gleich die Professur für Griechisch an der Universität Basel. 1665 wurde er zum Dr. theol. promoviert und zum Professor für Dogmatik und Polemik an der Theologischen Fakultät berufen. Hier stieg er 1675 zum Professor für Altes Testament und 1685 zum Professor für Neues Testament auf. Dreimal (1666, 1681 und 1693) hatte er das Rektorat der Universität inne. Nebenamtlich war er seit 1662 auch für die Universitätsbibliothek zuständig und leitete 1671 deren Umzug in das Haus zur Mücke.
In enger Verbindung mit seinem Schwager, dem Antistes Lukas Gernler, festigte Zwinger die schon von seinem Vater begründete Ausrichtung der Basler Kirche auf die reformierte Orthodoxie. Er verteidigte die Lehre der Dordrechter Synode, bekämpfte die Unionsprojekte von Johannes Duraeus und erwirkte nach dem Tod Gernlers 1675 die Annahme der Formula Consensus in Basel. Neben dogmatischen und exegetischen Werken richtete er Streitschriften gegen die Katholiken und die Arminianer und bekämpfte auch die Anhänger des kopernikanischen Weltbildes an der Universität, wie den Astronomen Peter Megerlin.
Aus seiner 1657 geschlossenen Ehe mit Esther Burckhardt (1636–1712) hatte er elf Kinder, darunter den Mediziner Theodor Zwinger III. (1658–1724), den Theologen und späteren Antistes Johann Rudolf Zwinger (1660–1708) und den Apotheker Johannes Zwinger d. J. (1674–1723).